# Henry Lee Giclas
Henry Lee Giclas (Flagstaff, 9 décembre 1910 – Flagstaff, 2 avril 2007) est un astronome américain.

## Biographie
Henry Lee Giclas travailla à l'observatoire Lowell à l'aide du comparateur à clignotement, et y employa Robert Burnham, Jr..
Il découvrit plusieurs de comètes, incluant la comète périodique 84P/Giclas.
Il découvrit également des astéroïdes, en particulier l'astéroïde Apollo (2201) Oljato et l'astéroïde Amor (2061) Anza. Certaines personnes pensent qu'Oljato pourrait être le corps parent de la pluie d'étoiles filantes des Orionides. L'astéroïde (1741) Giclas, découvert le 26 janvier 1960 par le Indiana Asteroid Program, porte son nom. 

## Astéroïdes découverts
| (1886) Lowell               | 21 juin 1949      |
| (2061) Anza                 | 22 octobre 1960   |
| (2118) Flagstaff            | 5 août 1978       |
| (2201) Oljato               | 12 décembre 1947  |
| (2313) Aruna                | 15 octobre 1976   |
| (2347) Vinata               | 7 octobre 1936    |
| (2415) Ganesa               | 28 octobre 1978   |
| (3110) Wagman               | 28 septembre 1975 |
| (3177) Chillicothe          | 8 janvier 1934    |
| (3382) Cassidy              | 7 septembre 1948  |
| (3487) Edgeworth            | 28 octobre 1978   |
| (3695) Fiala                | 21 octobre 1973   |
| (6277) Siok[1]              | 24 août 1949      |
| (7731) 1978 UV              | 28 octobre 1978   |
| (10451) 1975 SE             | 28 septembre 1975 |
| (15204) 1978 UG             | 28 octobre 1978   |
| (17353) 1975 TE             | 10 octobre 1975   |
| 1. avec Robert D. Schaldach |                   |